# Championnats d'Europe de trampoline 1983
Navigation
Édition précédente Édition suivante
Les championnats d'Europe de trampoline 1983, huitième édition des championnats d'Europe de trampoline, ont eu lieu en 1983 à Burgos, en Espagne.
Le Double mini-trampoline et le tumbling font leur apparition pour la première fois au programme d'un Championnat d'Europe.
Seules deux nations participèrent aux concours de tumbling dont une seule participante.

## Podiums[1]
| Épreuves                | Or                                                                                | Argent                                                                      | Bronze                                                            |
| ----------------------- | --------------------------------------------------------------------------------- | --------------------------------------------------------------------------- | ----------------------------------------------------------------- |
| Hommes                  |                                                                                   |                                                                             |                                                                   |
| Trampoline par équipes  | Union soviétique Igor Bogachev Vadim Krasnochapka Igor Gelimbatovski Eugeni Janes | Royaume-Uni Carl Furrer Nigel Rendall Richard Cobbing Tony Furlong          | Espagne Cruz Blanco Julio Garvía Angel Ballesteros José Vives     |
| Double Mini par équipes | Espagne Angel Ballesteros Alfonso Gines Alfredo Lopez Ignacio Ortiz               | Allemagne de l'Ouest Manfred Schwedler Thorsten Hartmann Lutz Graske        | Portugal Luís Oliveira João Casimiro Rui Santos Fernando Saldanha |
| Tumbling par équipes    | Pologne Wojciech Zabierowski Witola Majka Leszek Rostek Sławomir Borejszo         | Non décernée                                                                | Non décernée                                                      |
| Trampoline              | Igor Bogachev (URS)                                                               | Eugeni Janes (URS)                                                          | Carl Furrer (GBR)                                                 |
| Double Mini             | Manfred Schwedler (FRG)                                                           | Angel Ballesteros (ESP)                                                     | Alfonso Gines (ESP)                                               |
| Tumbling                | Wojciech Zabierowski (POL)                                                        | Witola Majka (POL)                                                          | Leszek Rostek (POL)                                               |
| Synchro                 | Union soviétique Igor Bogachev Vadim Krasnochapka                                 | Union soviétique Eugeni Janes Igor Gelimbatovski                            | Pologne Waldemar Okoniewski Zdzislaw Pelka                        |
| Femmes                  |                                                                                   |                                                                             |                                                                   |
| Trampoline par équipes  | Royaume-Uni Sue Shotton Andrea Holmes Kyrstyan McDonald Sascha Halford            | Allemagne de l'Ouest Beate Kruswicki Hiltrud Roewe Ute Luxon-Czech Ute Oder | France Nadine Conte Nathalie Treil Nathalie Leroy Yvonnick Millet |
| Double Mini par équipes | Allemagne de l'Ouest Gabi Dreier Bettina Lehmann Inke Bradt                       | Espagne Begona Paredes Natalia Torres Pilar Muñoz Angela Lera               | Non décernée                                                      |
| Trampoline              | Andrea Holmes (GBR) Sue Shotton (GBR)                                             | Non décernée                                                                | Nadine Conte (FRA)                                                |
| Double Mini             | Gabi Dreier (FRG)                                                                 | Bettina Lehmann (FRG)                                                       | Begona Paredes (ESP) Inke Bradt (FRG)                             |
| Tumbling                | Magalie Lakiere (FRA)                                                             | Non décernée                                                                | Non décernée                                                      |
| Synchro                 | Royaume-Uni Penny Thomas Andrea Holmes                                            | Union soviétique Irina Bludova Irina Tolmacheva                             | Royaume-Uni Sue Shotton Kyrstyan McDonald                         |

## Tableau des médailles
| Rang | Nation               | Or | Argent | Bronze | Total |
| ---- | -------------------- | -- | ------ | ------ | ----- |
| 1    | Royaume-Uni          | 4  | 1      | 2      | 7     |
| 2    | Allemagne de l'Ouest | 3  | 3      | 1      | 7     |
| 3    | Union soviétique     | 3  | 3      | 0      | 6     |
| 4    | Pologne              | 2  | 1      | 2      | 5     |
| 5    | Espagne              | 1  | 2      | 3      | 6     |
| 6    | France               | 1  | 0      | 2      | 3     |
| 7    | Portugal             | 0  | 0      | 1      | 1     |